# Seznam kanadskih pianistov
Seznam kanadskih pianistov.

## B
- John Beckwith

## C
- Jane Coop

## D
- Robert Nathaniel Dett

## G
- Glenn Gould

## H
- Marc-André Hamelin

## K
- Max Keenlyside

## L
- Jan Lisiecki
- Louis Lortie

## M
- André Mathieu
- Sarah McLachlan

## N
- Yannick Nézet-Séguin

## P
- Oscar Peterson

## R
- Anastasia Rizikov